# Folle... folle... fólleme Tim!

Folle... folle... fólleme Tim! est le premier long métrage de Pedro Almodóvar, achevé en 1978. Il n'a pas connu de distribution commerciale. La fiche que lui consacre le site IMDb annonce une durée de 90 minutes. Le rôle principal, tenu par Carmen Maura, est celui d'une fille pauvre qui travaille dans un supermarché et vit avec un guitariste aveugle. Au cours du film, il devient célèbre, et elle aussi devient aveugle.
Le documentaire Almodóvar, une jeunesse espagnole présent dans les bonus du DVD de Pepi, Luci, Bom et autres filles du quartier explique que les œuvres de jeunesse d'Almodóvar étaient techniquement très proches du cinéma amateur, avec de nombreux défauts techniques, et que l'auteur lui-même préfère qu'elles ne soient pas rééditées.